# روثانة (تمر)
روثانة نوع من أنواع التمور والرطب التي اشتهرت به المدينة المنورة في المملكة العربية السعودية، تنضج في منتصف يونيو من كل عام وينتهي موسمها سريعًا، ذات شكل بيضاوي، ولون البسر أصفر والرطب بلون نصف بني ونصف أصفر، ولون التمر بني مصفر، وتأكل غالبًا نصف بلح ونصف تمر.

## نسبة السكريات
| النوع                  | النسبة |
| ---------------------- | ------ |
| فركتوز                 | %11.46 |
| جلوكوز                 | %14.27 |
| سكروز                  | %15.64 |
| مجموع السكريات 41.365% |        |